# Skalde
Die Skalden (altnordisch skáld oder skæld „Dichter“) waren höfische Dichter im mittelalterlichen Skandinavien, vorwiegend in Norwegen und Island. Ihre Kunst nennt sich skaldische Dichtung, Skaldendichtung oder Skaldik und ist eine der drei großen altnordischen Literaturgattungen neben den Sagas und eddischer Dichtung.

## Herkunft des Wortes
Die Etymologie des Wortes ist umstritten. Eine Theorie verbindet das Wort mit der Wurzel von sagen und hat es mit schelten in Verbindung gebracht (altsächsisch skeldári „Schelter“ bzw. mittelhochdeutsch schelte „Verfasser von Spott- und Strafgedichten“) sowie mit altenglisch scop („Dichter“, entspricht althochdeutsch scof oder scopf) und isländisch skop, skaup („Spott“). Eine andere Theorie vermutet eine Verwandtschaft mit dem lateinischen Wort scatere („hervorsprudeln“, „überquellen“) und der indogermanischen Wurzel uat („innerlich erregt sein“, „dichterische Begeisterung zeigend“).

## Geschichte
Ab etwa 800 kam die uns bekannte Skaldendichtung mit Bragi Boddason in Norwegen auf. Später rekrutierten sich viele Skalden an den norwegischen Höfen aus Island. Bis 1200 sind mehr als 300 Namen von Skalden bekannt. Sehr viele Skalden entstammten der Aristokratie. Die meisten Skalden waren Männer, aber es gab auch weibliche Skalden (skáldkonur), z. B. Jórunn skáldmær und Steinunn Refsdóttir. Den frühen Skalden wurden göttliche Inspirationen nachgesagt; Bragi Boddason wurde sogar als Gottheit betrachtet.
Die gesprochen (nicht gesungen) vorgetragene Skaldendichtung vermischte ab dem 10. Jahrhundert heidnische mit christlichen Elementen. Es handelte sich ursprünglich um Gelegenheitsgedichte, also eine spontane, improvisierte Dichtung (free-standing verses), weshalb der Übersetzer Franz Seewald unter der Bezeichnung „Skalden“ auch alltägliche Gelegenheitsdichter versteht. Ein beliebtes Stilmittel der Skalden waren die Kenningar (Singular: Kenning) genannten Umschreibungen einfacher Begriffe, welche sich als Kennzeichen einer Dichtersprache deuten lassen.
Die Skaldendichtung gilt als wichtigste historische Quelle der mittelalterlichen skandinavischen Geschichte und rangiert hinsichtlich des Quellenwertes noch vor den Sagas. Bereits die Sagaverfasser waren sich dieses Quellenwertes wohl bewusst und zitierten Skaldenstrophen als Beleg für ihre Darstellung. Snorri Sturluson begründet dies in seiner Vorrede zur Heimskringla:
„… Anderes ist aufgezeichnet nach alten Skaldendichtungen oder Sagaweisen [gemeint sind genealogische Gedichte wie Ynglingatal], mit denen sich die Leute die Zeit vertrieben. Obwohl wir nun nicht genau wissen, was Wahres daran ist, so wissen wir doch sicher, dass kundige Männer aus alter Zeit diese Überlieferung für wahr gehalten haben.“
und am Ende:
„Als König Harald Schönhaar Alleinherrscher in Norwegen geworden war, wurde Island besiedelt. Beim König waren Skalden, deren Gedichte und Epen über die späteren Könige Norwegens man noch auswendig weiß. Wir legen großen Wert auf das, was in diesen Gedichten vorgetragen wurde, die vor den Häuptlingen selbst oder ihren Söhnen vorgetragen wurden, und wir halten alles für wahr, was sich in diesen Gedichten über ihre Kriegszüge und Schlachten findet. War es nämlich auch Skaldenart, die Männer besonders zu preisen, vor denen sie standen, während sie ihr Gedicht vortrugen, so würde es doch kaum einer von ihnen gewagt haben, von diesem Herrscher Taten zu erzählen, die alle, die sie hörten, ja auch der Herrscher selbst, als offenbare Phantasie oder Lüge erkennen müssten. Das wäre ja kein Preis, sondern vielmehr Hohn gewesen.“
Demzufolge liegt die Problematik des Quellenwertes der Skaldendichtung nicht in deren Tendenz zu übertriebenem Lobpreis, sondern vielmehr im geringen Umfang des erhaltenen Materials. Soweit Sagas die Skaldendichtung verarbeiteten, kommt noch hinzu, dass diese ihre eigene Lebenswirklichkeit und Gedanken über das Königtum im 12. und 13. Jahrhundert auf die von den Skalden beschriebenen Zustände übertrugen und so auch die Dichtwerke oft in ihrem gesellschaftlichen Kontext missverstanden und missdeuteten.
Auf dem europäischen Festland starb der Berufsstand des Skalden zu Beginn des 2. Jahrtausends aus. Auf Island konnte er sich jedoch noch bis in das 13. Jahrhundert halten. Der bekannteste altisländische Skalde ist Snorri Sturluson, der mit seiner Prosa-Edda oder Snorra-Edda als Lehrbuch für Skalden diese Kunstform wiederzubeleben versuchte. Als größtes Problem sah er hierbei die Unkenntnis der alten Mythen (wie dem Skaldenmet-Mythos), deren Inhalte zur Bildung und zum Verständnis der Kenningar nötig waren, im Zuge der Christianisierung jedoch in Vergessenheit gerieten. Im Vordergrund seines Bemühens stand allerdings ein antiquarisches, kein heidnisch-religiöses Interesse.

## Der Begriff in der Neuzeit
Im heutigen Isländisch und Färöisch ist ein skáld bzw. skald durchaus auch ein zeitgenössischer Dichter. So ist eine isländische skáldsaga oder eine färöische skaldsøga nicht etwa eine Skalden-Sage, sondern ein Roman.
Skalden-Bücher war der Name einer mehrbändigen Reihe des Verlags Schmidt & Spring (Leipzig) aus den 1920er bis 1940er Jahren, laut Eigendarstellung eine „Sammlung von Erzählungen und Berichten aus Vergangenheit und Gegenwart, herausgegeben von Kurt Fervers“. Es handelt sich zu einem großen Teil um völkische Literatur.
Skalden ist auch der Name einer Universitätssängerschaft in Innsbruck, siehe Universitätssängerschaft Skalden zu Innsbruck.
Eine 1965 in Polen gegründete Band, die auch in der DDR populär war, nennt sich Skaldowie und trat in der DDR als Die Skalden auf. Skalden ist ferner der Name einer deutschen Mittelalter-Folkgruppe der 2010er Jahre.  2018 wurde das französische Trio Skáld gegründet.